# Naicagruvan

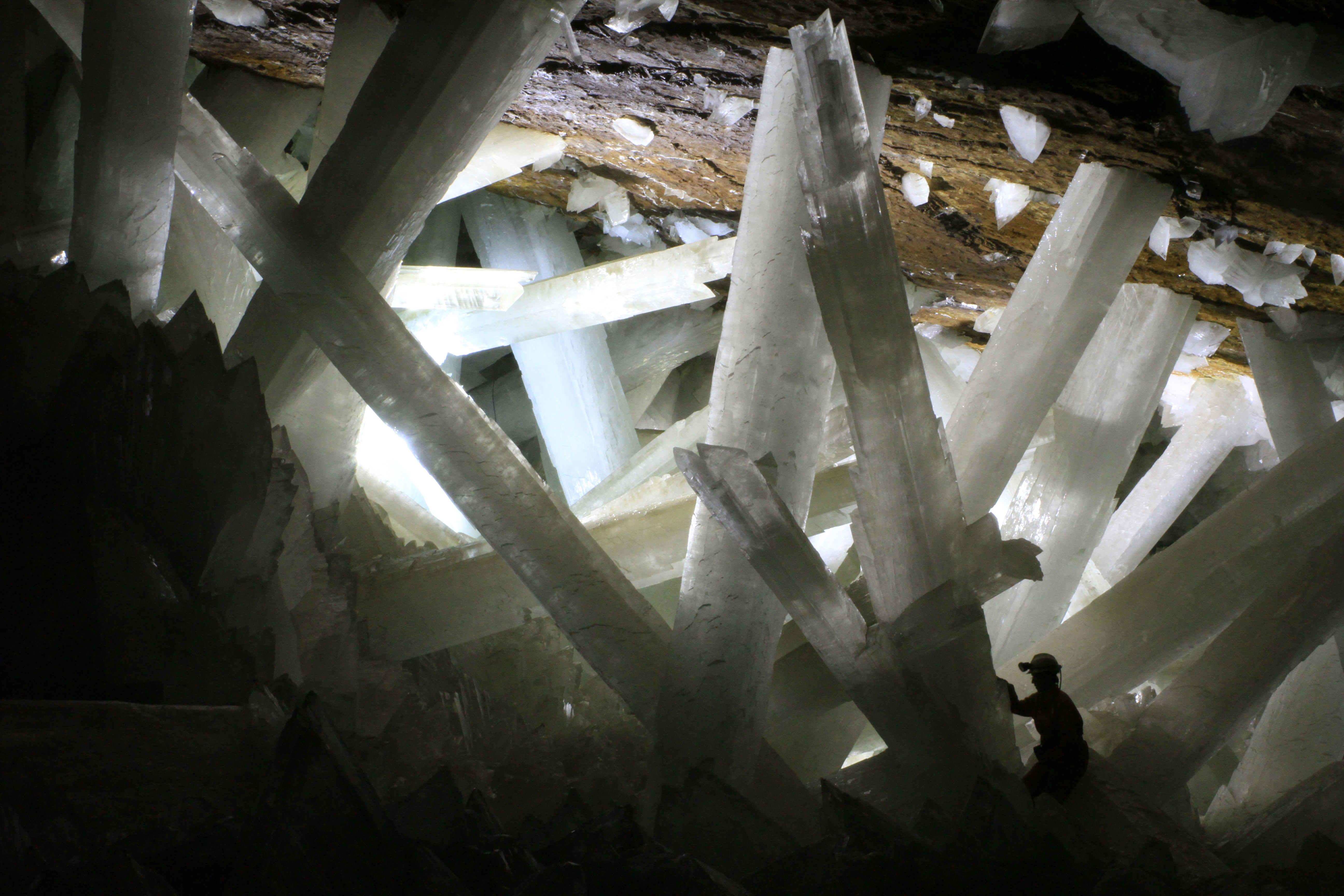
Enorma gipskristaller i Naicagruvan. Personen i fotot ger en bild av kristallernas storlek.

Naicagruvan i den mexikanska delstaten Chihuahua är en bly-, zink- och silvergruva, som är mest känd för sina extraordinära selenitkristaller.
Gruvan ligger i den lilla gruvstaden Naica i kommunen Saucillo, och drivs av Industrias Peñoles, Mexikos största producent av bly och zink. År 2014 producerade gruvan 19 694 ton bly och 15 399 ton zink. 2015 stängde dock företaget gruvan på obestämd tid, på grund av översvämning.

## Kristallgrottan
Kristallgrottan är en av två stora grottor som upptäckts då gruvan expanderats. Grottan innehåller gigantiska selenitkristaller, några av de största naturliga kristaller som någonsin hittats, den största 12 meter lång med en diameter på 4 meter och en vikt på 55 ton. Selenitkristallerna har bildats av hydrotermiska vätskor som härrör från underliggande magmakammare. Grottan upptäcktes medan gruvarbetarna borrade genom en förkastning, som de var oroliga skulle översvämma gruvan. Grottorna är stängda för allmänheten, och förblir stängda efter att en arbetare försökte ta sig in i grottan för att stjäla selenit, men omkom av kvävning i grottans fuktiga och ogästvänliga atmosfär.